# 畠山春王丸
畠山 春王丸（はたけやま はるおうまる）は、能登の戦国大名畠山氏の当主。畠山義隆の嫡男。

## 経歴
天正4年（1576年）に父・畠山義隆が急死したため、その跡を継いだ（父と伯父・義慶との同一人物説を肯定すると1574年とも）。しかし幼年のため、実権は重臣の長続連に握られていた。
『長尾家譜』によると天正5年（1577年）、越後の上杉謙信の攻撃を受け、七尾城を取り囲まれたとき、城内で発生した疫病に罹って死去したという（七尾城の戦い）。まもなく七尾城も落城し、戦国大名としての能登畠山氏の歴史はここで幕を閉じた。祖父の義綱系の子孫系統は春王丸の代で完全に無嗣断絶したために、畠山氏の血統は上杉家の臣となっていた義春（春王丸の祖父義綱の弟。上条政繁と同一人物とも。）の系統が残った。のち義春は江戸幕府の高家となり、一時、上条や上杉を名乗っていた名字も畠山姓に復し事実上は、宗家の扱いになっている。
なお、この時期の畠山家の状況は上杉謙信或いは織田信長の動きと関連して語られることが多いが、代替わりが激しく、史料にも乏しいためか、当時の文書から現代の歴史小説に到るまで人名に錯綜が多く、春王丸を義春としているものもある。しかし、10歳に満たない子どもに諱を与える例はほとんどなく、義綱の弟である義春と春王丸の名前を混同したためであろうと推測される。